# Сарандапорос (приток Аооса)
Сарандапорос (греч. Σαραντάπορος) — река на севере Греции, приток Аооса (Вьосы). Протекает по территории периферий Западная Македония и Эпир. Берёт начало на восточных склонах гор Грамос в Северном Пинде близ истока Альякмона, южнее деревни Пефкос. Течёт сначала на юго-восток, а затем на юго-запад по долине между горами Грамос и горой Змоликас. Близ устья по реке проходит албано-греческая граница.
По правому берегу реки проходит участок европейского маршрута E90 Янина — Козани.